# Kuriren (TV-serie)
Kuriren var en svensk thriller-serie producerad av Sveriges Television som sändes 1988 i TV2. För regin stod Jan Hemmel och manuset skrevs av Mats Ödeen. Medverkande var bland andra Håkon Svenson, Lars Väringer, Anders Ahlbom och Susanne Schelin.

## Rollista
- Håkon Svenson - Claes (krediterad som Haakon Svenson)
- Susanne Schelin - Inga
- Cecilia Walton - Barbro
- Lars Väringer - Spencer
- Pia Green - Görel
- Anders Ahlbom - Jörn
- Pierre Dahlander - "Gullet"
- Kåre Sigurdson - Gruber
- Carina Lidbom - Britt
- Dan Bratt - Roland Sundin
- Rune Ek - Hammar
- Ole Forsberg - Kommissarie Ekman
- Bror Tommy Borgström - Myhlén, kriminalare
- Bengt Brunskog - Walldén
- Gustaf Appelberg - tingsnotarie
- Pär Ericson - Sjövall
- Erik Börén - Erik